# 11241 Eckhout
11241 Eckhout (6792 P-L) là một tiểu hành tinh vành đai chính.